# 阮仪三工作站
阮仪三工作站，即阮仪三城市遗产保护基金会，是江苏省昆山市周庄镇的一处景点,位于贞丰桥北的贞丰弄15号古建梅宅内。
梅宅为民国建筑，前后三进，高二层，建筑面积310.42平方米。堂楼前有“古吴恩泽”门楼。阮仪山工作站设有展厅、工作室、交流活动空间等，展示国家历史文化名城研究中心主任阮仪三（1934-）编制的古城镇保护规划图、古镇周庄保护范例等。